# 前政府首腦國際行動理事會
国际行动理事会（英語：InterAction Council of Former Heads of State and Government），是在日本前首相福田赳夫倡议下于1983年成立的非政府国际组织，其成员包括国际上有名望的前国家元首和政府首脑。理事会每年举行一次会议，就国际形势、和平与安全、世界经济、人口和环境等问题交换意见，寻求共同解决问题的方案。